# Christian Harder (Pokerspieler)
Christian Harder (* 3. November 1987 in Annapolis, Maryland) ist ein professioneller US-amerikanischer Pokerspieler. Er gewann 2017 das Main Event der PokerStars Championship.

## Persönliches
Harder lebt in Annapolis im US-Bundesstaat Maryland.

## Pokerkarriere
Harder spielt seit August 2006 online unter dem Nickname charder30. Er hat Turniergewinne von über 2 Millionen US-Dollar auf PokerStars sowie über eine Million US-Dollar auf Full Tilt Poker aufzuweisen.
Seine erste Geldplatzierung bei einem Live-Turnier erzielte Harder Mitte August 2007 in Verona im US-Bundesstaat New York. Im Januar 2008 belegte er beim Main Event des PokerStars Caribbean Adventures auf den Bahamas den siebten Platz und erhielt ein Preisgeld von 200.000 US-Dollar. Im selben Monat landete er beim Main Event der European Poker Tour in Dortmund auf dem achten Platz für 85.500 Euro. Ende April 2009 erreichte Harder beim Main Event der World Poker Tour (WPT) im Hotel Bellagio am Las Vegas Strip den Finaltisch und beendete das Turnier auf dem vierten Platz für sein bisher höchstes Preisgeld von über 570.000 US-Dollar. Im Juni 2009 war er erstmals bei der World Series of Poker (WSOP) im Rio All-Suite Hotel and Casino am Las Vegas Strip erfolgreich und kam bei zwei Turnieren der Variante No Limit Hold’em ins Geld. Mitte Juli 2009 gewann Harder den Bellagio Cup mit einer Siegprämie von über 200.000 US-Dollar. Bei der WSOP 2010 cashte er siebenmal, u. a. belegte er den 100. Platz im Main Event. Beim WSOP-Main-Event 2011 übertraf Harder seine Vorjahresleistung und schied auf dem 92. Platz aus. Anfang November 2011 landete er beim WPT-Main-Event in Mashantucket hinter Dan Santoro auf dem zweiten Platz und erhielt dafür knapp 250.000 US-Dollar Preisgeld. Bei der WSOP 2015 erreichte Harder beim Pot-Limit Omaha High Roller den vierten Platz für über 330.000 US-Dollar. Im Januar 2017 gewann er das erste Main Event der PokerStars Championship und setzte sich auf den Bahamas gegen 737 andere Spieler für eine Siegprämie von knapp 430.000 US-Dollar durch. Seitdem blieben größere Turniererfolge aus.
Insgesamt hat sich Harder mit Poker bei Live-Turnieren knapp 5,5 Millionen US-Dollar erspielt.